# Cotexte
Le cotexte (ou co-texte) est, en linguistique, l'ensemble du texte contigu au fait de langue étudié, en entendant par texte tout discours, oral ou écrit.

## Grammairede laphrase
Il ne faut pas confondre le cotexte et le contexte. En effet, le contexte est en général bien plus vaste que le cotexte linguistique d'un fait de langue. Mais surtout, le contexte désigne l'environnement du fait de langue en tant qu'il est susceptible d'avoir une influence sur ce fait de langue (influence phonétique, morphologique, sémantique...). Le cotexte, lui, ne désigne l'environnement d'un fait de langue qu'en tant que zone linguistique, éléments concrets de discours, sans préjuger de l'influence qu'il peut avoir sur le fait de langue en question.
« Il a lu trois journaux. »
Dans cette phrase, le pluriel du nom journaux et son accord par aux, fait de langue assez habituel en français. On dira que le cotexte de ce fait de langue est tout simplement l'ensemble de la phrase, alors que le contexte linguistique de ce fait de langue est tout ce qui le détermine ou qui est susceptible de le déterminer : la présence du déterminant des détermine le pluriel du mot journal, la morphologie du mot journal détermine le pluriel en aux, etc.

## Grammaire de texte
On dira, de même, que le cotexte d'un argument par exemple, est l'ensemble du texte qui traite du même sujet que cet argument, alors que le contexte linguistique est ce qui détermine cet argument : attitude contradictoire de l'interlocuteur, ou au contraire son acquiescement, etc.